# CMT (Canada)
Pour les articles homonymes, voir CMT (homonymie).
CMT est une chaîne de télévision canadienne spécialisée de catégorie A de langue anglophone appartenant à Corus Entertainment. Initialement une chaîne de vidéoclips de musique country, elle est devenue une chaîne de divertissement familial.

## Histoire
Depuis 1984, la chaîne américaine Country Music Television était autorisée pour distribution au Canada.
En juin 1994, le CRTC attribue une licence de diffusion à Maclean-Hunter (60 %) et Rawlco Communications (en) (40 %) pour la chaîne The Country Network dont la programmation est basée à 90 % de vidéoclips, sans présentateur en ondes. La politique du CRTC voulait que lorsqu'un service canadien était lancé, un service étranger identique était alors retiré de la liste des services autorisés pour distribution au Canada. Les fournisseurs distribuant la chaîne américaine Country Music Television ont dû la remplacer par la chaîne New Country Network (NCN) lors de son lancement le 1er janvier 1995. Peu avant le lancement, Maclean-Hunter est devenu la propriété de Rogers Communications.
En guise de représailles, la chaîne américaine a formulé une plainte sous l'Accord de libre-échange nord-américain et a cessé de diffuser des vidéoclips d'artistes canadiens qui n'ont pas de contrat avec une maison de disques américaine. Après plusieurs mois de négociations, il est convenu que CMT va acheter des parts minimales dans le service. NCN a changé de nom pour CMT le 14 septembre 1996. Au même moment, les parts majoritaires ont été acquises par Shaw Communications. Les parts de Shaw ont été subséquemment transférées à Corus Entertainment en 1999.
La controverse a eu comme résultat un changement de la politique du CRTC, où les distributeurs ne sont plus requis de retirer les services étrangers lorsqu'une chaîne canadienne concurrente est lancée.
En février 2001, le CRTC approuve la demande de réduction de 90 % à 70 % le minimum de vidéoclips, puis à 50 % en février 2006, devenant un peu comme la chaîne américaine.
En 2016, dans le cadre de la suppression des règles de protection des genres, le CRTC a approuvé le passage de CMT à ses nouvelles conditions de licence standard pour les services facultatifs; ces changements ont supprimé l'obligation pour CMT de diffuser toute programmation musicale. Corus a déclaré dans sa description de service pour CMT qu'elle serait consacrée à des émissions d'humour et de téléréalité, des films et «une programmation musicale unique en son genre». Malgré les changements, Corus doit encore investir au moins 11 % des revenus bruts annuels de CMT pour financer la production de vidéoclips canadiens, mais ils ne doivent plus nécessairement être destinés aux vidéoclips country.
Le 28 août 2017, dans le cadre de la saison de diffusion 2017-2018, CMT a supprimé toute programmation de vidéoclips country de son horaire. Le changement de programmation a été largement critiqué par les intervenants de l'industrie canadienne de la musique country, en raison de la perte de ce qui avait été une importante plateforme de promotion pour les artistes canadiens; Corus a déclaré qu'elle continuerait de promouvoir la musique country canadienne par l'intermédiaire de ses autres plates-formes (y compris ses stations de radio de musique country et sa programmation de Global),. Ce changement a laissé le Canada sans chaîne liée à la musique country jusqu'en 2019-2020, lorsque le diffuseur rival Groupe Stingray a lancé Stingray Country sur la plupart des grands et certains petits fournisseurs de télévision au Canada.

### Identité visuelle (logotype)

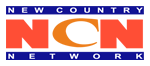
Logo de New Country Network de 1995 à 1996.
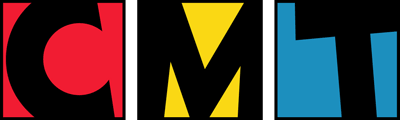
Logo de CMT de 1996 à 2006.
Logo de CMT de 2006 à 2008.
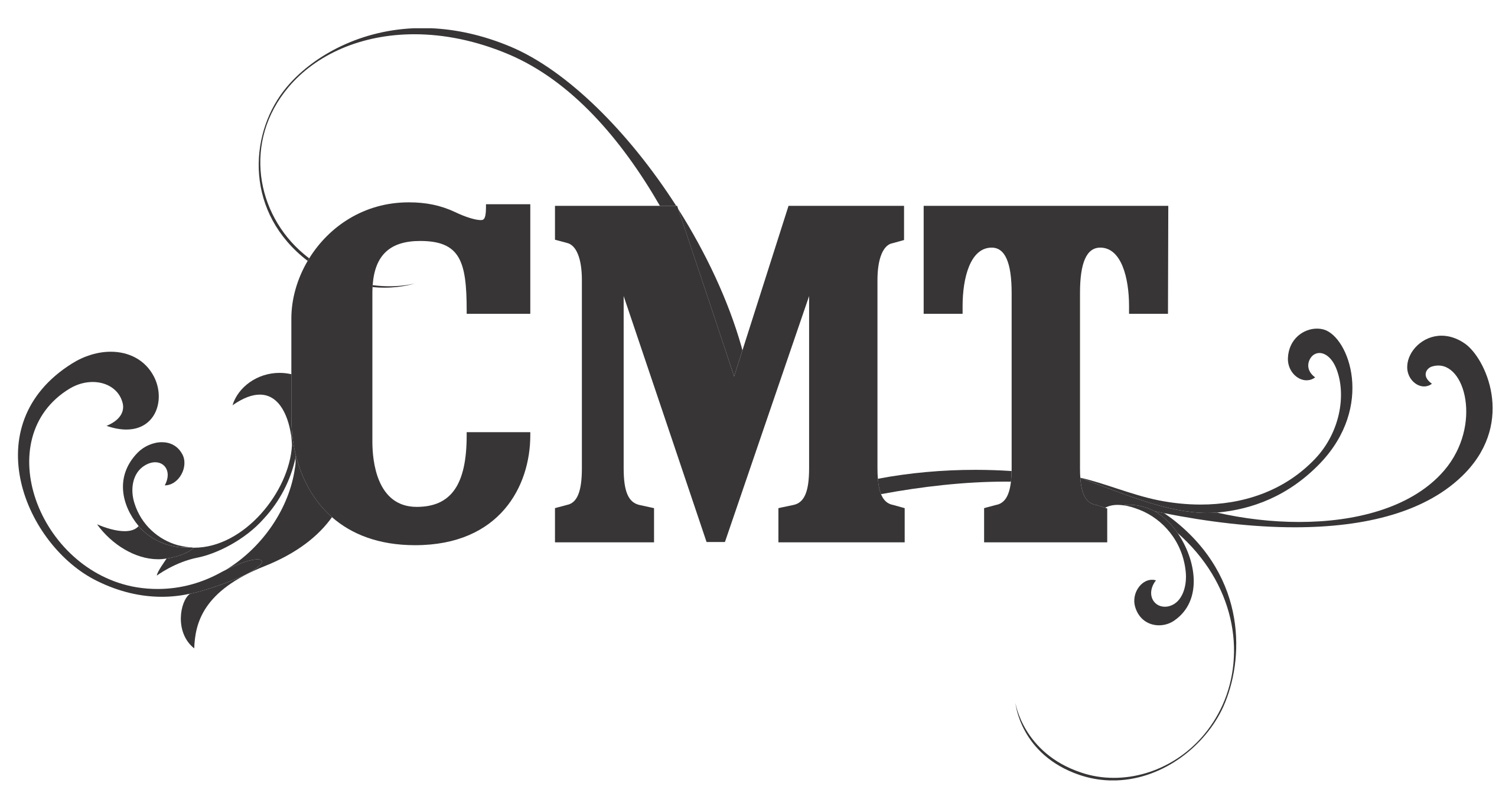
Logo de CMT de 2008 à 2010.
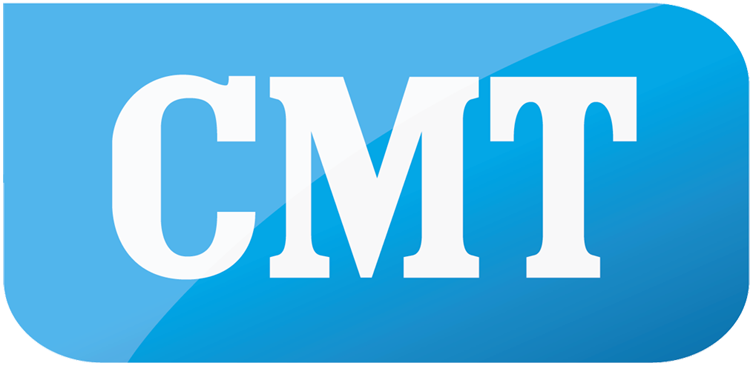
Logo de CMT de 2010 à 2015.
Logo de CMT depuis 2015.

## Programmation

### Émissions musicales
- CMT Music
- CMT Rewind
- CMT Social Hour
- CMT Spotlight
- My CMT Morning
- Number 1s
- Top 20 Countdown
- Wide Open

### Émissions de divertissement
- Deal With It
- Dallas Cowboys Cheerleaders: Making the Team
- Fear Factor
- Juste pour rire : Les Gags (Just for Laughs: Gags)
- Reba
- Leçons sur le mariage (Rules of Engagement)
- Swamp Pawn
- Undercover Boss Canada